# Núi Trà Sư

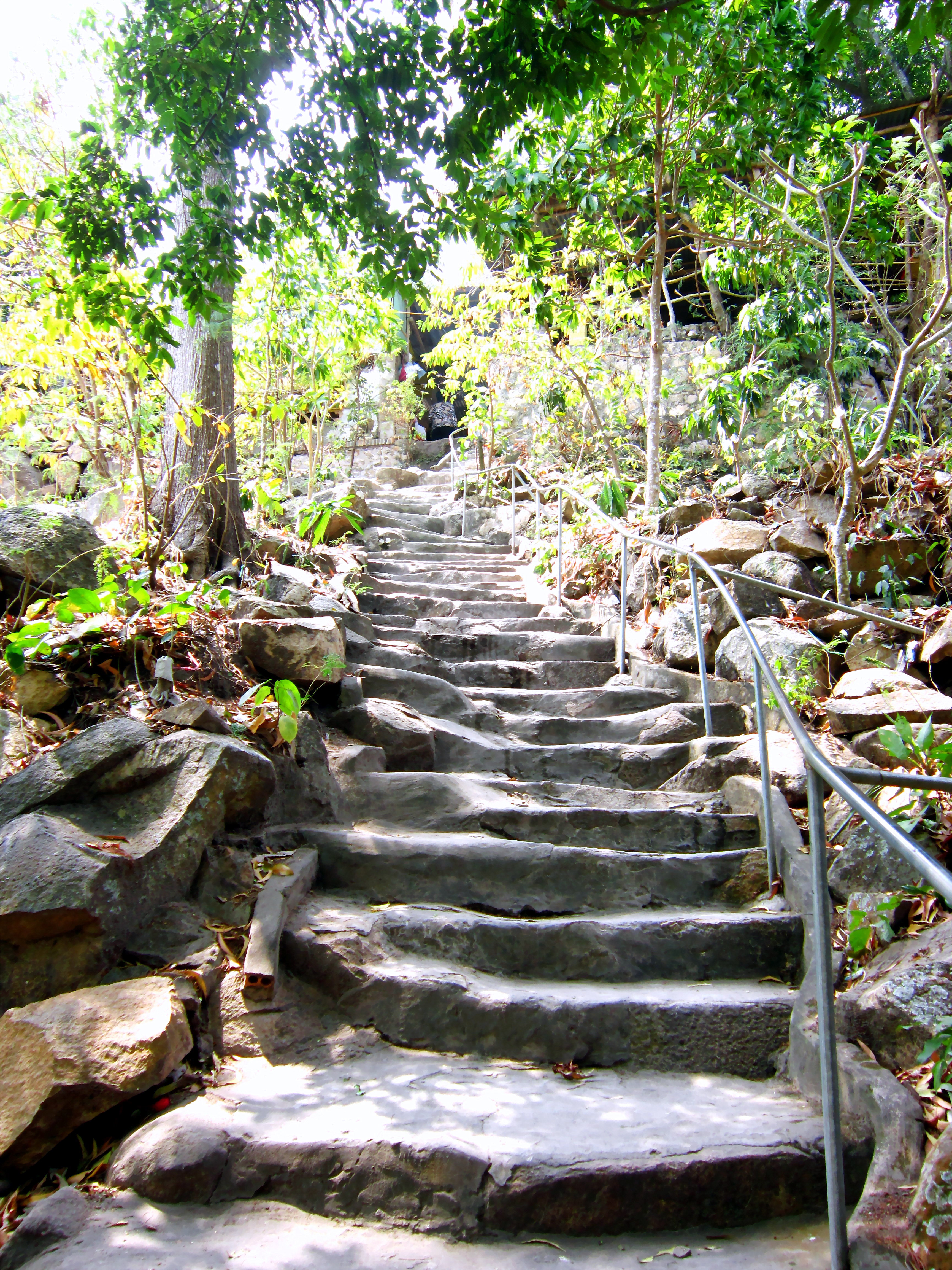
Đường lên đỉnh núi Trà Sư

Núi Trà Sư có tên chữ là Kỳ Lân Sơn; tọa lạc trên địa phận phường Nhà Bàng, thị xã Tịnh Biên, tỉnh An Giang, Việt Nam.

## Giới thiệu (sơ lược)
Núi Trà Sư chỉ cao 146 mét, và nằm dọc theo Quốc lộ 91 (đoạn thuộc thị trấn Nhà Bàng). Có nhiều đường lên núi, song đối diện với Cửu Trùng Đài (gần chợ Nhà Bàng, và cách Xuân Tô khoảng 6 km), có con đường ngắn nhất để lên đỉnh núi. Lối mòn nhỏ ấy ngày nay đã được thiết kế nhiều bậc cấp, tráng xi măng, lại có hàng lan can, giúp người lên xuống núi được dễ dàng và an toàn hơn.
Núi Trà Sư tuy không cao lớn, song cũng có một số cảnh đẹp. Và khi lên đến đỉnh, người ta sẽ nhìn thấy được núi Két, núi Dài Năm Giếng, kênh Vĩnh Tế...và những đồng lúa rộng lớn.

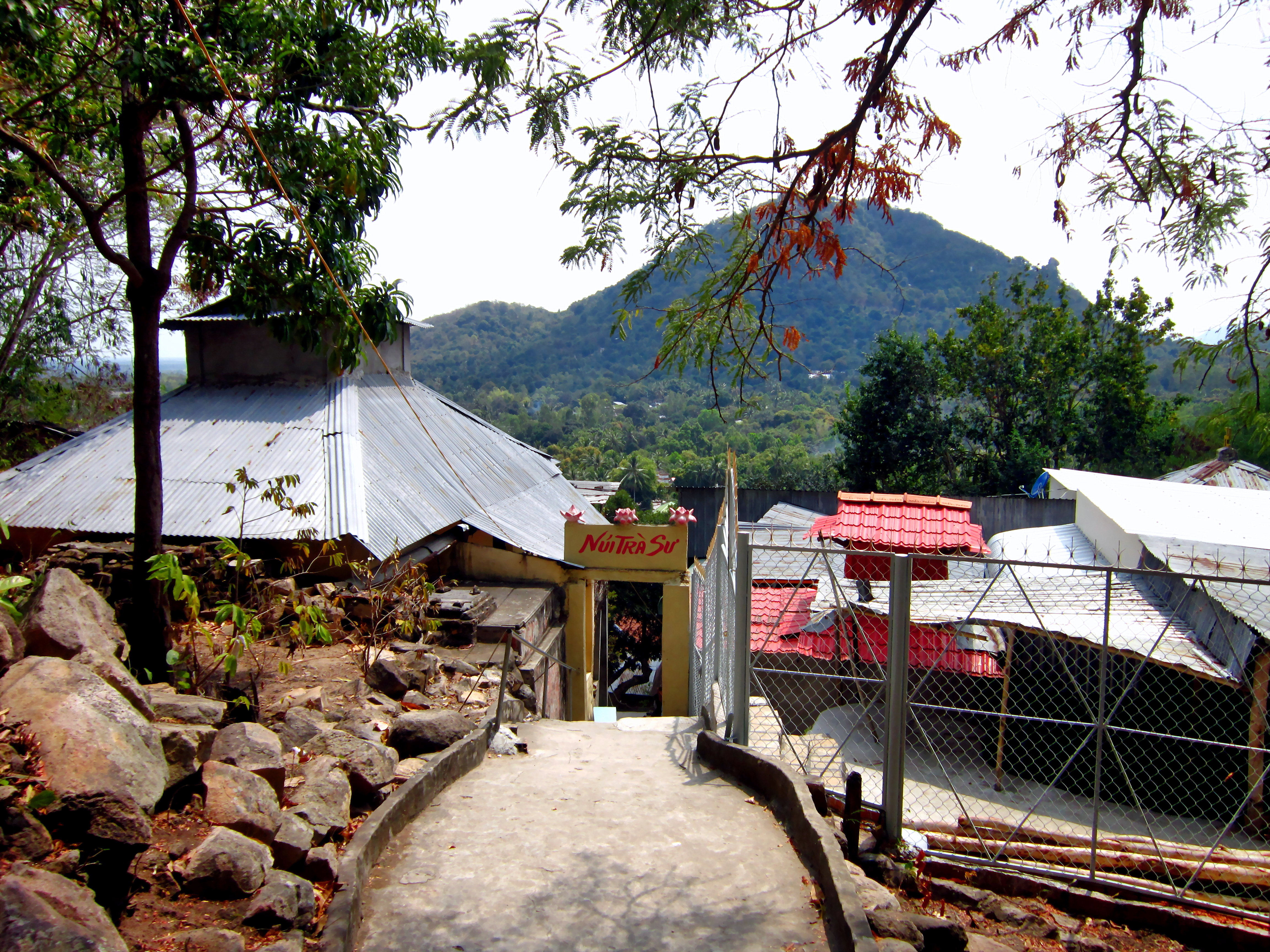
Đường nhỏ trên núi Trà Sư. Hai bên đường là hai ngôi chùa nhỏ, và phía xa là núi Két

Bên cạnh đó, núi cũng có khá nhiều chùa, am, miếu...như một số núi khác ở vùng Thất Sơn, song đa phần chúng đều nhỏ và đơn sơ. Đáng kể chỉ có Năm Căn Cổ Tự, Hòa Long Cổ Tự, Chùa Quan Âm Phật Đài, Cửu Trùng Đài,...
Nhận thấy núi Trà Sư có một số ưu điểm, và đã thu hút khá nhiều khách đến vãn cảnh và hành hương, nên chính quyền huyện Tịnh Biên đã cho xây dựng Khu du lịch núi Trà Sư với diện tích trên 9 ha...Dự án này khi hoàn thành, và đưa vào khai thác sẽ nâng cao giá trị vùng núi Trà Sư thành một trọng điểm về du lịch và tâm linh của khu vực....

## Một vài hình ảnh

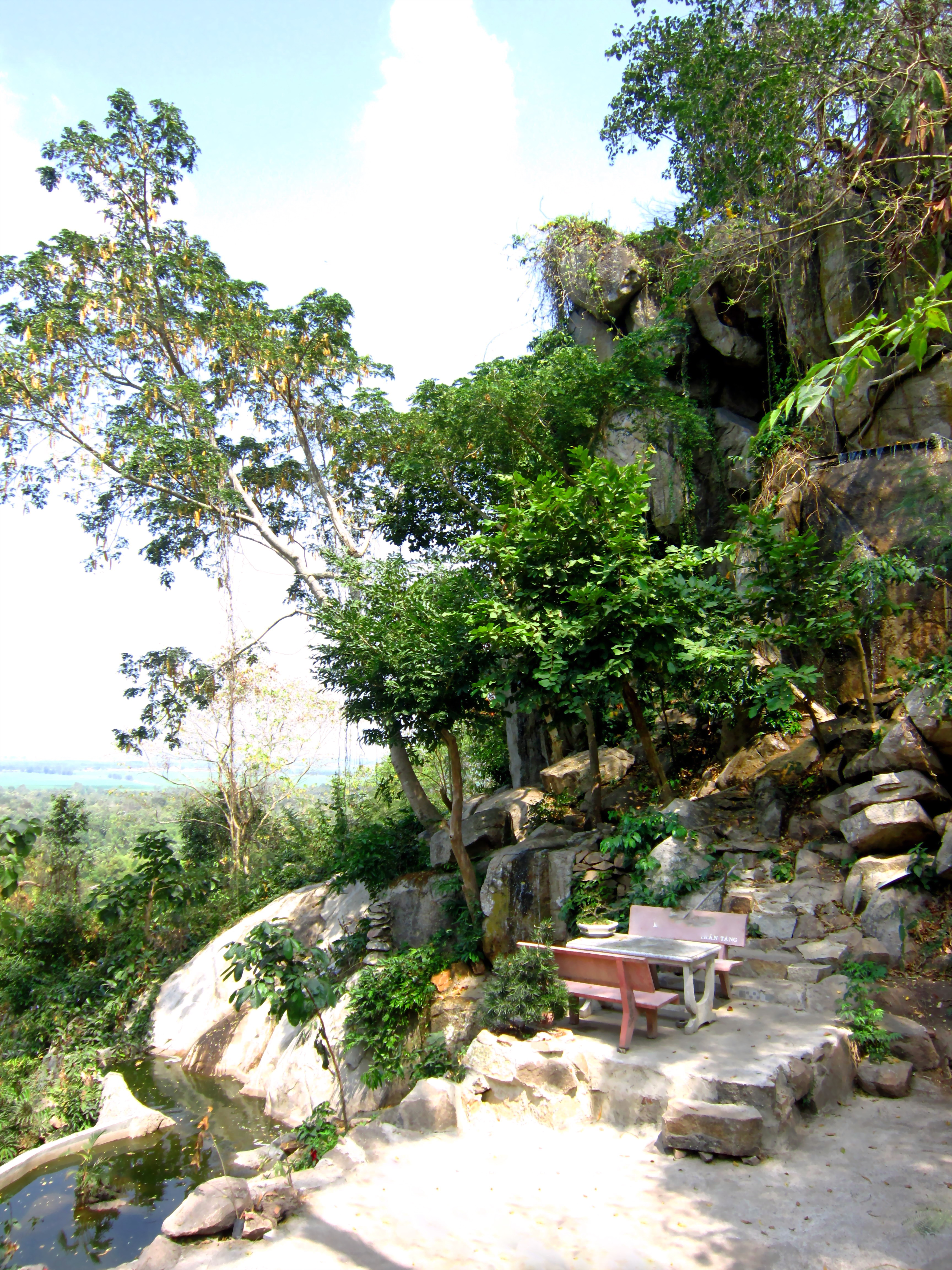
Một cảnh đẹp trên đỉnh núi Trà Sư. Nhìn xuống phía dưới là những đồng lúa rộng lớn.
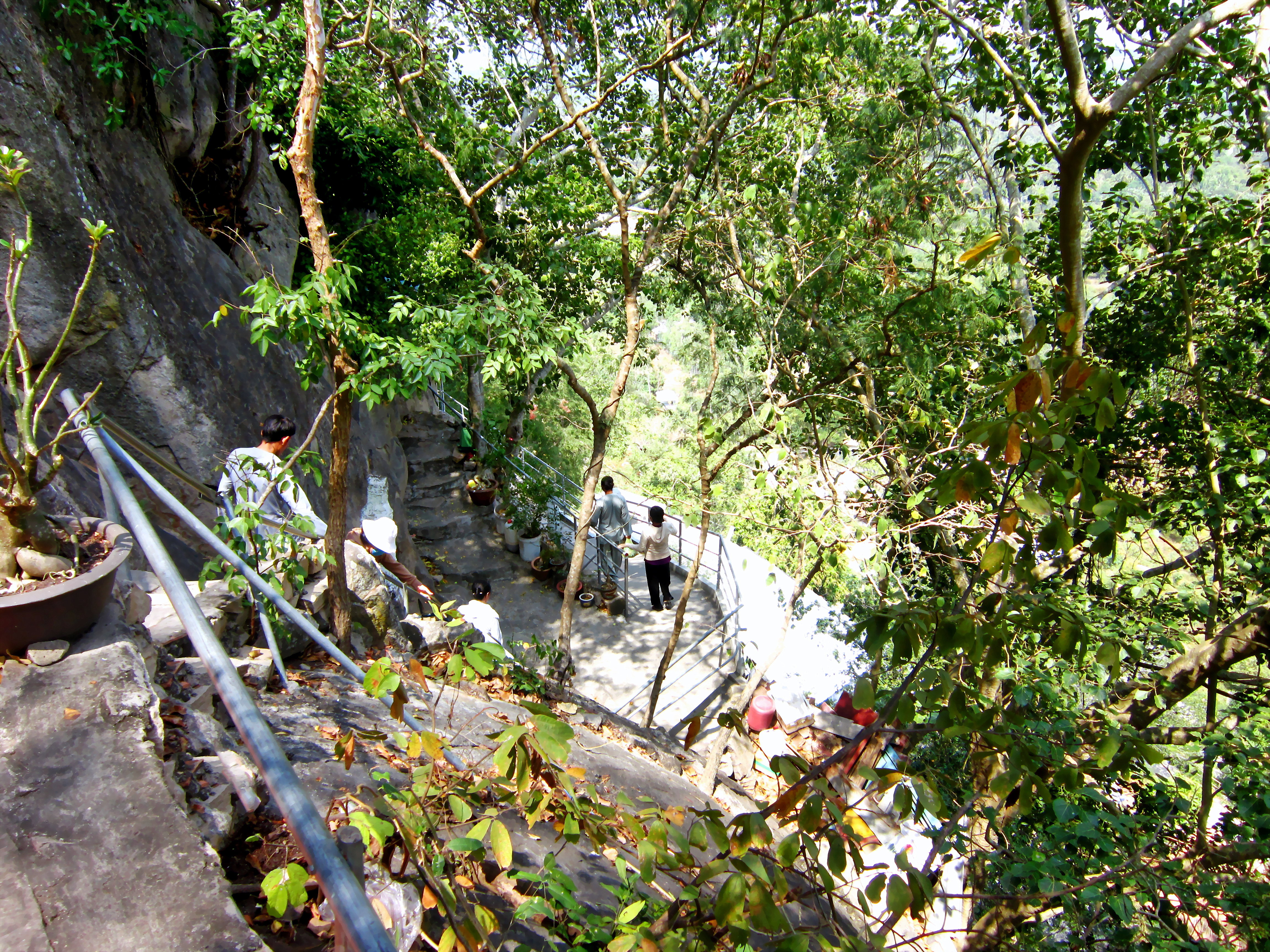
Một cảnh đẹp trên đỉnh núi Trà Sư, ở khu vực Bàn chân tiên.
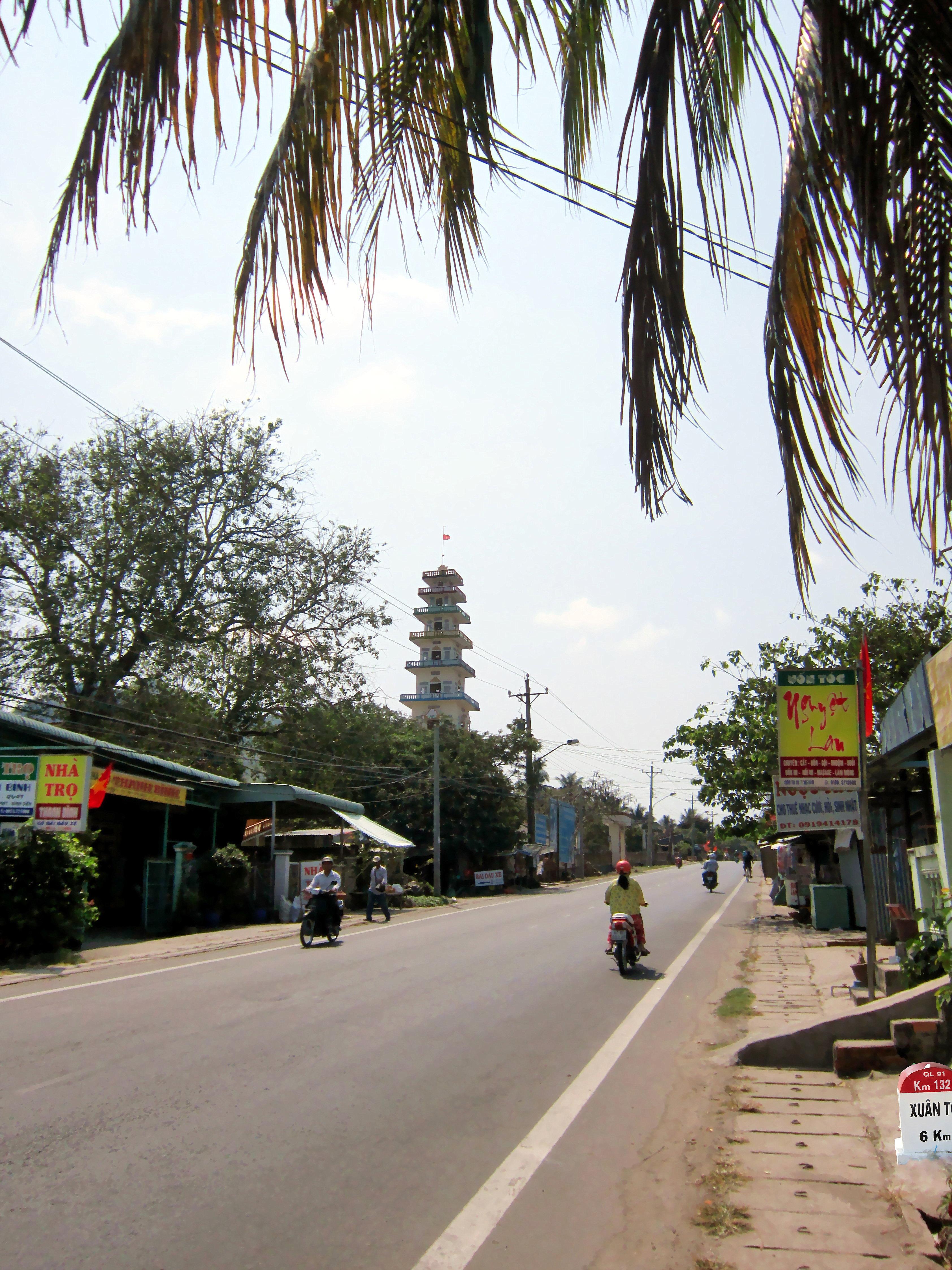
Quốc lộ 91, đoạn gần Cửu trùng đài, chỗ có đường nhỏ dẫn lên núi Trà Sư.
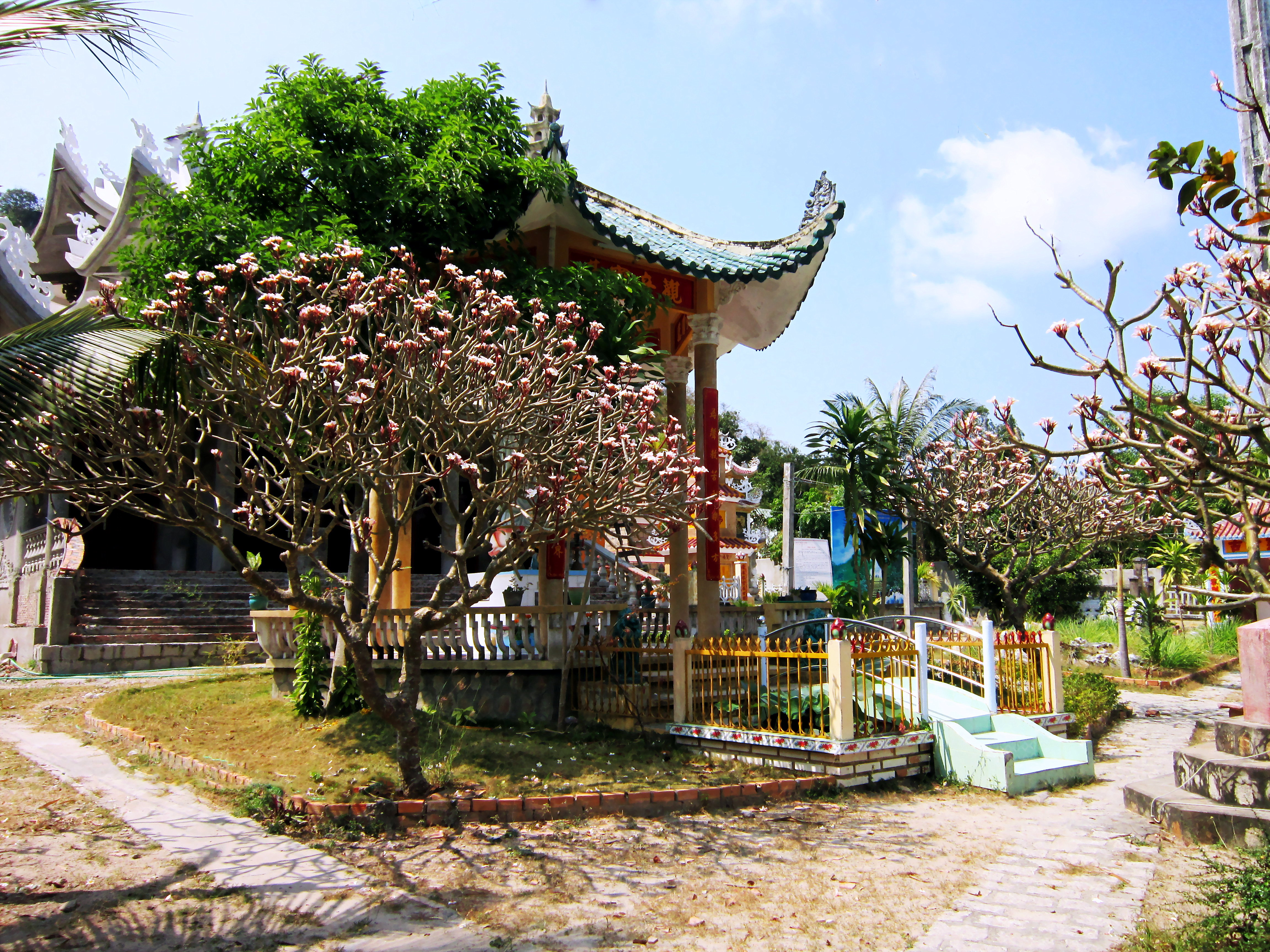
Hòa Long Cổ Tự ở chân núi Trà Sư.